# 海津市立海津小学校
海津市立海津小学校 （かいづしりつ かいづしょうがっこう）は、岐阜県海津市海津町にある公立小学校。

## 概要
海津市の旧・海津町地域の5つの小学校（高須小、吉里小、東江小、大江小、西江小）を統合し、2024年（令和6年）4月開校。統合元の各校から大谷グローブが集まった結果、15個の大谷グローブを保有する。
校舎は旧・高須小学校の校舎を転用。北舎の増築及び改修、南舎、体育館の改修が行われた。

## 沿革
- 2021年（令和3年）3月 - 海津町地域小学校統合基本計画が策定され、旧・海津町地域の5つの小学校の統合、新設校の位置、統合年、校名は一般公募するなどが決まる。
- 2022年（令和4年）
  - 3月 - 校名が「海津市立海津小学校」に決定する[2]。
  - 10月 - 校歌の作詞作曲を、海津市出身の足立佳奈に依頼する[3]。
- 2023年（令和5年）
  - 3月22日 - 校章が決定する（岐阜県立海津明誠高等学校に依頼し、生徒から52点のデザイン画より選定）。
  - 10月26日 - 校歌が完成し、披露される[4][5]。
- 2024年（令和6年）
  - 4月1日 - 開校。児童数は429名[6]。
  - 4月5日 - 開校式を行う[7][6]。
  - 4月8日 - 第1回入学式を行う[1]。

## 通学区域
全て海津町の地域。
- 福岡
- 高須
- 西小島
- 東小島
- 萱野
- 稲山
- 内記
- 深浜
- 五町
- 札野
- 馬目
- 高須町
- 石亀
- 森下
- 外浜
- 福江
- 古中島
- 金廻
- 油島
- 立野
- 七右エ門新田
- 万寿新田
- 稲山
- 宮地
- 本阿弥新田
- 安田
- 安田新田
- 帆引新田
- 沼新田
- 江東
- 深浜
- 安江
- 太田
- 山崎
- 秋江
- 草場
- 大和田
- 駒ヶ江
- 長瀬
- 日原
- 長久保
- 松木
- 田中
- 瀬古
- 神桐
- 鹿野
- 成戸
- 福一色
- 平原
- 西島

## 進学先中学校
- 日新中学校